# 法学硕士
法学硕士 (LL.M. / M.L.)是一个法学專研的硕士研究生学位，偏重学术，并不一定是成为律师的前提。要成为一名律师，在欧美国家需要取得法学学士LLB学位，在美国和加拿大需要取得法律博士Juris Doctor(學士後法律系)学位。只有部分州在美国允许当地法学院法学硕士学位者也可通过当地司法考试后成为律师，不過像是弗洛里达州則不允許非法律博士学历持有者在当地执法 。

## 地区视角

### 美国
在美国，法学硕士（LL.M.，全称 Legum Magister）一般是综合性的，给没有接触过美国法律的外国人提供一个学习美国法律的机会，一般只有一年学习的时间；少部分学校会开设研究型的法学硕士，分不同领域。此两种法学硕士都不需要LSAT成绩。一般在美国读完法学硕士学位的人很难在美国找到工作。
不过在美国取得了法学硕士学位后，可以参加大部分州的司法考试，取得律师执照，少部分州（亚利桑那、佛罗里达、乔治亚、新泽西、北卡罗莱纳）只允许法律博士学位的取得者参加考试。

### 中國大陸
在中國大陸，法学硕士是给取得了法学学士学位的人读的研究型学位，同时有模仿美国法律博士学位所设立的法律硕士学位，但与法学硕士存在较大区别。首先，法学硕士学制一般为三年，而法律硕士一般为两年；其次，法学硕士在入学考试中，考试题目类型相比于法律硕士更偏向学术问题而非实务问题；另外，法学硕士通常只允许持有法律学士的人士报考，而法律硕士通常没有此限制。

### 香港
香港部分大学也提供法学硕士学位(LL.M.)，但无法直接在香港執業，因LL.M.的畢業生並不符合法學專業證書的申請條件，而擁有法學專業證書則是擁有執業資格的必需條件。

### 台灣
台灣學校頒授此學位的有法律學院研究所、財經法律研究所、科技法律研究所、海洋法律研究所等。均視為有法學基礎，又有學術的學位。學士後法律學系(需經過大學畢業，修得法學相關學分。)則頒發法律系學士之證書。
- 其他系所頒發之法學碩士則不具備司法特考資格。如國發所、東亞所、大陸所等。

- 其他系所頒發之法學碩士因不以法律為主要研究，不得混為一談、一概而論。